# Krieglach
Krieglach osztrák mezőváros Stájerország Bruck-mürzzuschlagi járásában. 2017 januárjában 5294 lakosa volt.

## Elhelyezkedése

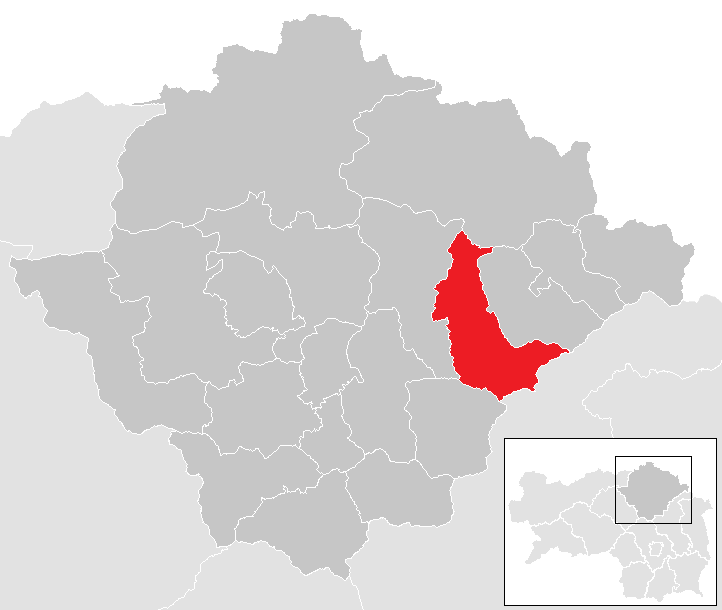
Krieglach a Bruck-mürzzuschlagi járásban

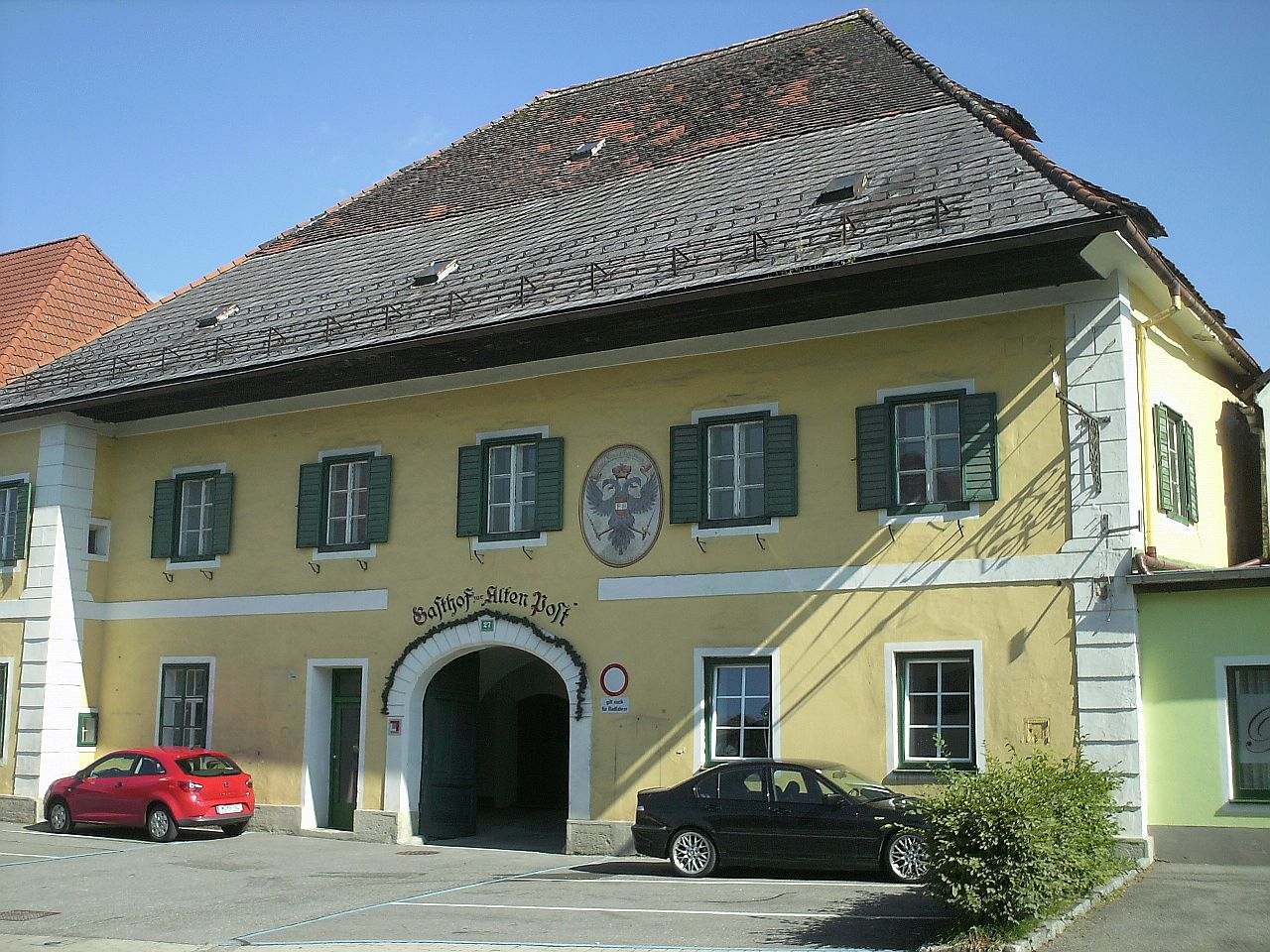
A régi postakocsiállomás

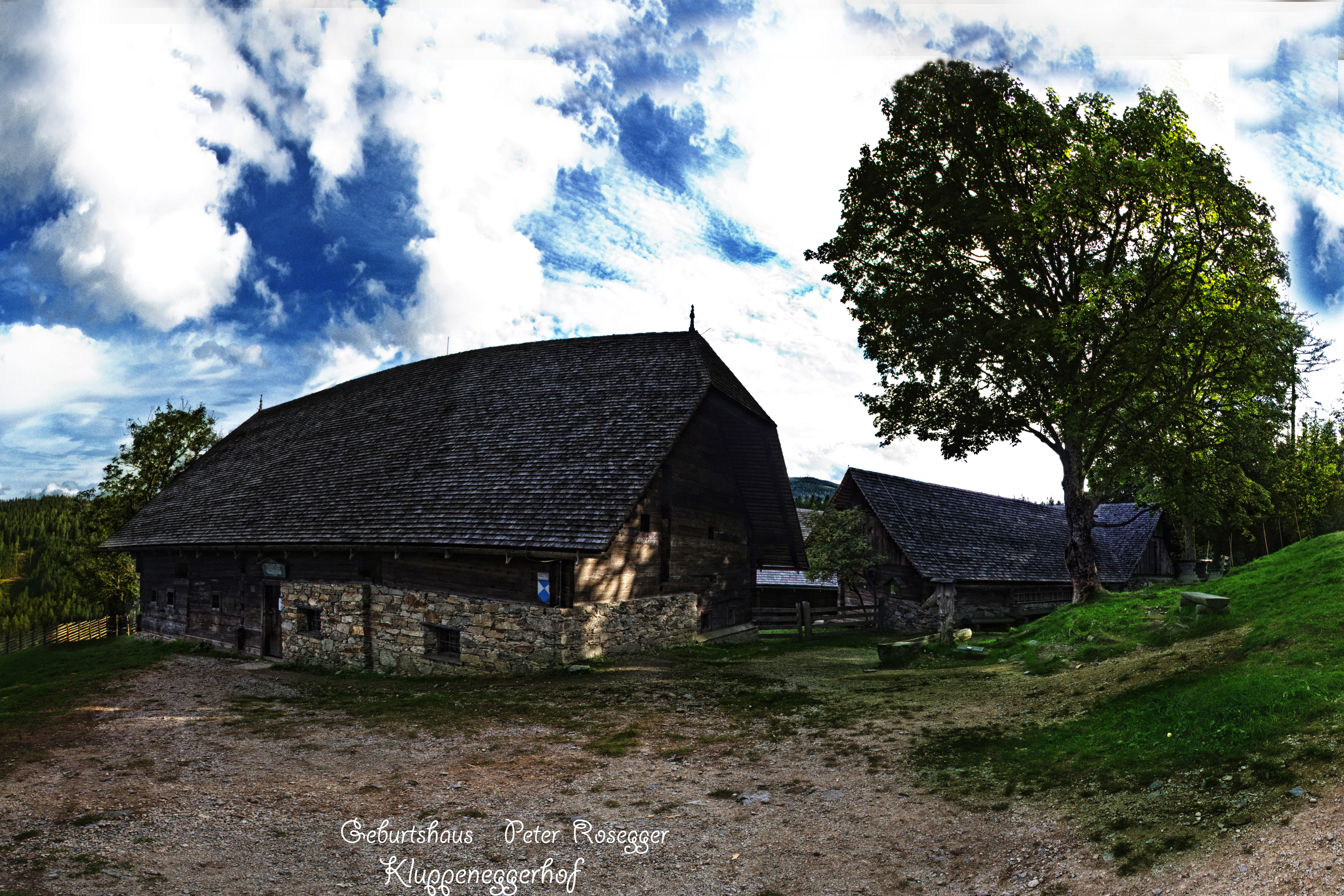
Peter Rosegger szülőháza

Krieglach Felső-Stájerország keleti részén fekszik, a Mürz (a Mura mellékfolyója) mentén. Az önkormányzat 8 települést egyesít: Alpl (84 lakos), Freßnitz (884), Freßnitzgraben (0), Krieglach (3031), Krieglach-Schwöbing (92), Malleisten (121), Massing (87), Sommer (995).
A környező önkormányzatok: délnyugatra Stanz im Mürztal, nyugatra Sankt Barbara im Mürztal, északra Neuberg an der Mürz, keletre Langenwang, délkeletre St. Kathrein am Hauenstein, délre Fischbach.

## Története
A késő vaskorban kelták éltek Krieglach területén. A népvándorlás végén szlávok, a 9. században bajorok és frankok települtek meg a térségben. A település neve feltehetően a szláv Krongulu személynévből származik. Az írott források először 1148-ban említik. A harmincéves háborúban elkerülték a vonuló hadseregek, a járványok viszont annál több áldozatot szedtek. Az utolsó pestisjárványra a török háborúk után került sor.
A 18. században az árvizek miatt csökkent a lakosság, bár Krieglach fontos pihenőállomás volt a Bécs-Trieszt útvonalon. Ezeknek az időknek az emléke a régi postakocsiállomás a Grazer Straßén.
A 19. században Krieglach gyors ütemben iparosodott, vas-és acélüzemek, hengerművek nyíltak, megépült a vasút. Községi tanácsa 1864-ben alakult meg. A lakosság 1900-ra megközelítette a 3500-at, nagy részük ipari munkás volt. 1929-ben Krieglachot mezővárosi rangra emelték.

## Lakosság
A krieglachi önkormányzat területén 2017 januárjában 5294 fő élt. A lakosságszám 1971-ben érte el csúcspontját 5311 fővel, utána 2011-ig 5100 körül stagnált, újabban ismét gyarapodó tendenciát mutat. 2015-ben a helybeliek 97,2%-a volt osztrák állampolgár; a külföldiek közül 1% a régi (2004 előtti), 1,3% az új EU-tagállamokból érkezett. 2001-ben a lakosok 84,7%-a római katolikusnak, 4,2% evangélikusnak, 8,8% pedig felekezet nélkülinek vallotta magát. Ugyanekkor 17 magyar élt a mezővárosban.

## Látnivalók
- a Szt. Jakab-plébániatemplom
- a Kluppeneggerhof, Peter Rosegger szülőháza Alplban
- az alpli erdei iskola és túramúzeum
- Peter Rosegger lakóháza
- a Gölk-kápolna

## Híres krieglachiak
- Peter Rosegger (1843–1918) író, költő

## Testvértelepülések
- Bürstadt (Németország)

## Fordítás
- Ez a szócikk részben vagy egészben  a   Krieglach című német Wikipédia-szócikk ezen változatának fordításán alapul.  Az eredeti cikk szerkesztőit annak laptörténete sorolja fel. Ez a jelzés csupán a megfogalmazás eredetét és a szerzői jogokat jelzi, nem szolgál a cikkben szereplő információk forrásmegjelöléseként.